# Un tango con Norma
Un tango con Norma es una historia de amor en la frontera de lo imposible.

## Sinopsis
Cuando a Alejandro le es diagnosticado Alzheimer, de inmediato se despedirá del amor de su vida, Norma, una bella argentina a la que conoció durante su juventud. Al recibir la carta de Alejandro, Norma decidirá recobrar el tiempo perdido, yendo a buscar al amor de su vida para demostrarle que nunca es tarde para ser feliz.
- Datos: Q6155699